# Bidonì
Bidonì település Olaszországban, Szardínia régióban, Oristano megyében. Lakosainak száma 126 fő (2023. január 1.). Bidonì Ghilarza, Sedilo, Sorradile és Nughedu Santa Vittoria községekkel határos.

## Népesség
A település népességének változása:
| Lakosok száma | 146  | 143  | 126  |
|               | 2017 | 2018 | 2023 |